# Kamsa

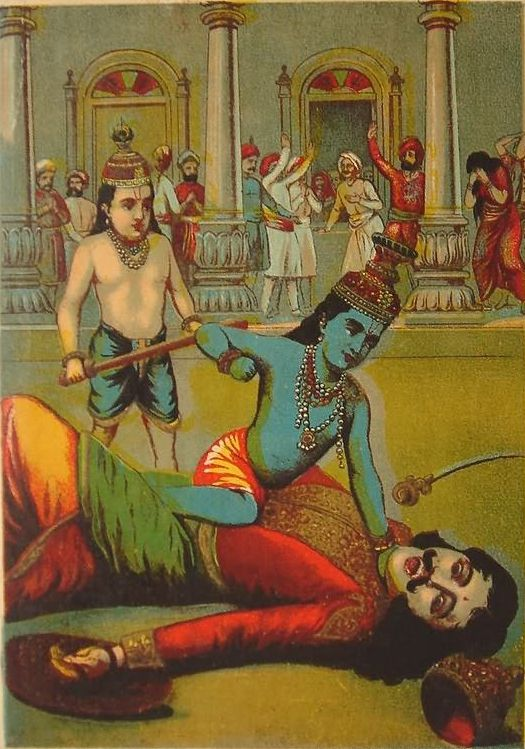
Krishna tötet Kamsa; links hinter ihm Balarama

Kamsa oder auch Kansa (Sanskrit कंस) war gemäß den hinduistischen Mythen König der nordindischen Stadt Mathura. Er war der Bruder von Prinzessin Devaki, der späteren Mutter Krishnas. In den Puranas wird er als Dämon (asura) beschrieben.

## Mythos
Kamsa war der Sohn eines umherziehenden halbgottähnlichen Gandharva, der in der Gestalt des Yadava-Königs Ugrasena mit dessen Frau Padmavati Geschlechtsverkehr hatte; nach dessen Vollzug erkannte Devaki die Irreführung und verfluchte ihren Sohn, der jedoch zu einem mit übermenschlichen Kräften ausgestatteten Wesen heranwuchs, das es sogar mit den vedischen Göttern Indra, Varuna und Kubera aufnahm. Später heiratete Kamsa die Töchter Jarasandhas, des von ihm besiegten Königs von Magadha. Auf den Rat zweier zwielichtiger Ratgeber mit Namen Banasura und Narakasura unterwarf Kamsa während der Hochzeitsfeierlichkeiten seinen vermeintlichen Vater Ugrasena. Eines Tages prophezeite ihm eine himmlische Stimme, dass der achte Sohn Devakis ihn eines Tages töten werde. Daraufhin ließ er Devaki und ihren Gemahl Vasudeva ins Gefängnis werfen und ihre ersten sechs Söhne töten. Der noch ungeborene siebte Sohn wurde durch einen Trick gerettet; er erhielt den Namen Balarama. Ihr achter Sohn Krishna wurde in die Obhut der Hirtenfamilie, die zuvor schon Balarama aufgenommen hatte, ins Dorf Gokul gebracht, wo beide von ihren Zieheltern – trotz diverser Nachstellungen Kamsas und der von ihm entsandten Dämonen – großgezogen wurden.
Als Krishna alt genug war, begab er sich an den Königshof von Mathura, tötete Kamsa und setzte Ugrasena wieder als rechtmäßigen König ein.